# Zdzisław Wujak
Zdzisław Wujak (ur. 13 kwietnia lub 13 czerwca 1937 w Piaskach Kamyckich, zm. 4 września 1996) – polski ksiądz kanonik, wicedziekan Dekanatu Łódź-Widzew.

## Życiorys
Ukończył studia na Wydziale Teologicznym Akademii Teologii Katolickiej w Warszawie, broniąc pracę pt. Metoda Oazy i jej realizacja na podstawie badań jednego dnia życia uczestników Oaz spośród młodzieży szkół średnich pod opieką naukową Andrzeja Święcickiego. W latach 1966–1967 był wikariuszem parafii Wszystkich Świętych w Bełchatowie-Grocholicach, w latach 1977–1981 proboszczem parafii Świętego Jana Chrzciciela w Buczku, gdzie dzięki jego staraniom, w latach 1978–1980 doszło do renowacji kościoła św. Jana Chrzciciela. Następnie był pierwszym proboszczem (1981–1996) i budowniczym kościoła (od 1983) parafii Matki Bożej Jasnogórskiej w Łodzi. Współpracował z antykomunistyczną opozycją w ramach Ruchu Obrony Praw Człowieka i Obywatela, organizując wykłady.
Został pochowany na cmentarzu św. Anny na Zarzewie w Łodzi.

## Upamiętnienie
- Tablica pamiątkowa w parafii Świętego Jana Chrzciciela w Buczku[8],
- Tablica pamiątkowa na filarze przy drzwiach do kościoła Matki Bożej Jasnogórskiej w Łodzi, odsłonięta w 1997[1],
- Tablica przy kaplicy Matki Boskiej Częstochowskiej przy ul. Służbowej w Łodzi, poświęcona Antoniemu Stajudzie i Zdzisławowi Wujakowi[11],
- aleja Zdzisława Wujaka – aleja wyznaczona w 1976 i nazwana aleją Przyjaźni. W 2007 na odcinku od ul. Puszkina do ul. Augustów przemianowana na al. Zdzisława Wujaka[12].